# Mashco piro
El pueblo mashco piro es uno de los pueblos indígenas seminómadas que habitan el territorio peruano. Gran parte de la población mashco piro vive en situación de aislamiento y se desplaza entre las reservas territoriales e indígenas Mashco Piro, Madre de Dios y Murunahua, creadas entre los años 1997 y 2002.
El pueblo mashco piro ha sido estrechamente asociado con los yine porque se considera que ambos hablan la misma lengua, perteneciente a la familia arahuaca. Según el Ministerio de Educación del Perú, la lengua hablada por los mashco piro es una variedad del yine.
Los mashco piro viven en los departamentos de Ucayali y Madre de Dios. Según datos obtenidos por el Ministerio de Cultura, la población de las comunidades del pueblo mashco piro se estima en 750 personas, que viven principalmente en las cuencas medias y altas de los ríos Manu, Los Amigos, Pariamanu, Las Piedras, Tahuamanu y Acre (R.T Madre de Dios) y en las cuencas del alto río Purús y el Curanja (R.T Mashco Piro).

## Historia
El origen de este pueblo está relacionado al pueblo yine, comúnmente asentados en las cuencas de los ríos Manu y Urubamba. Desde sus inicios, este pueblo habría mantenido relaciones de alianza, intercambio o guerra con pueblos vecinos como los matsigenka y los harakbut
Durante los años auge de la extracción del caucho, Carlos Fermín Fitzcarrald encontró asentamientos de población que había sido denominada ‘Piro Mashco’ o ‘Mashco’ en las inmediaciones del río Manu.
El pueblo Mashco Piro se vio afectado por el sistema de correrías que los caucheros instauraron cerca de sus asentamientos, mediante el cual se persiguió y capturó a los indígenas, empleándolos como mano de obra para la actividad gomera. Huertas (2002) sostiene que, frente a la explotación cauchera, parte de la población mashcopiro fue obligada a reubicarse hacia zonas más alejadas de foráneos. A la vez, durante esa época los mashco piro y otros pueblos fueron diezmados debido a epidemias de enfermedades.

## Instituciones sociales, económicas y políticas
- Fenamad (Federación Nativa del Río de Madre de Dios y Afluentes) motiva la defensa del pueblo Mashco Piro desde 1982.[3]
- Los misioneros dominicos (Orden de Predicadores) les han apoyado con su presencia en los puestos de misión y con diferentes proyectos de tipo educativo y sanitario financiados por el Secretariado de Misiones Dominicanas.

## Otros datos
El INEI, en su Censo de Comunidades Indígenas de la Amazonía realizado en el año 2007, no empadronó a ninguna comunidad autoidentificada como mashco piro.
Dado que no se ha empadronado comunidades Mashco Piro, es difícil estimar la población de este pueblo. Sin embargo, según los expedientes de las reservas territoriales Madre de Dios y Mashco Piro, se calcula que la población mashcopiro en estos lugares sería de 600 y 150 personas, respectivamente.
Con respecto a su ubicación geográfica, la Dirección de Pueblos Indígenas en Aislamiento y Contacto Inicial (PIACI) indica que en el ámbito de la Reserva Territorial se ha identificado población mashco piro en las cuencas medias y altas de los ríos Manu, Los Amigos, Pariamanu, Las Piedras, Tahuamanu y Acre. En el ámbito de la Reserva Territorial Mashco Piro se ha identificado población en la cuenta del alto Purús y en el río Curanja.